# Brzeziński III

Brzeziński III

Brzezowski

Brzeziński III (Brzezowski, Brzeżewski) – kaszubski herb szlachecki.

## Opis herbu
Herb występował przynajmniej w dwóch wariantach. Opisy z wykorzystaniem zasad blazonowania, zaproponowanych przez Alfreda Znamierowskiego:
Brzeziński III: W polu błękitnym u podstawy podkowa srebrna, ponad nią półksiężyc srebrny z twarzą (oko w prawo), nad i pod rogami po jednej gwieździe złotej. Klejnot: półksiężyc jak w godle, nad rogami po jednej gwieździe złotej. Labry: błękitne, podbite srebrem.
Tak rekonstruuje herb Przemysław Pragert za Siebmacherem i Ledeburem.
Brzezowski: Gwiazdy po jednej pod i nad księżycem, złotym bez twarzy. Klejnotu brak.
Tak herb opisał Seweryn Uruski.

## Najwcześniejsze wzmianki
Wzmiankowany przez Nowego Siebmachera i Adelslexikon der Preussiche Monarchie Ledebura (Brzeziński III) oraz Uruskiego (Brzezowski).

## Rodzina Brzezińskich
Według Mülverstedta herb przysługiwał rodzinie Brzezińskich bez przydomka, zamieszkałych w Trzebiatkowej. Według Ledebura, Uruskiego i Żernickiego, używany przez rodzinę Brzezowskich osiadłą w Wielkopolsce (Czechowo, Jarząbkowo), a od 1803 posiadającą majątek w Słajkowie. Ciężko ustalić, czy chodzi tu o rodzinę Brzezińskich, używających głównie herbu Spiczak.

## Herbowni
Wedle Mülverstedta używany przez Brzezińskich bez przydomku. Wedle Uruskiego, Ledebura i Żernickiego identycznego herbu używała rodzina Brzezowski (Brzeżewski).
Brzezińskim z Kaszub przypisywano też inne herby: Spiczak (używany w większości gałęzi), Brzeziński II, Brzeżewski (Brzeziński III odm.), Brzeziński IV, Brzeziński V. Przemysław Pragert uważa, że herb opisywany przez Ostrowskiego jako Brzeżewski jest wariantem tego herbu.